# Bhutana Magwaza
Bhutana Magwaza (ur. 23 grudnia 1958) – suazyjski bokser, uczestnik Letnich Igrzysk Olimpijskich 1984.
Podczas Igrzysk w Los Angeles, Magwza startował w wadze lekkopółśredniej. W pierwszej rundzie miał wolny los, jednak w drugiej rundzie przegrał z Egipcjaninem Rushdym Armaniosem.